# Elecciones provinciales de Entre Ríos de 1939
Las elecciones generales de la provincia de Entre Ríos de 1939 tuvieron lugar el domingo 19 de marzo del mencionado año con el objetivo de elegir, en fórmula única, al Gobernador y al Vicegobernador; por medio del sistema proporcional a los 27 escaños de la Cámara de Diputados; y por medio de escrutinio mayoritario uninominal, a los 14 senadores departamentales, conformando los poderes ejecutivo y legislativo de la provincia para el período 1939-1943. Fueron las octavas elecciones provinciales entrerrianas desde la instauración del sufragio secreto. Si bien se realizaron en el marco de la llamada Década Infame, durante la cual la Argentina y la mayoría de sus gobiernos provinciales se veían dominadas por un régimen conservador fraudulento, en Entre Ríos los comicios eran considerados limpios.
El candidato oficialista fue Enrique Mihura, de la Unión Cívica Radical (UCR), apoyado a su vez por el Partido Socialista Obrero (PSO), y el Partido Comunista (PCA), en lo que se denominó "Alianza Obrera y Democrática", cuyo objetivo era impedir que el conservadurismo nacional tomara el control de la provincia. Este se alineó en la misma alianza que gobernaba el país, la Concordancia, y su candidato fue Pedro Radio, del Partido Demócrata Nacional (PDN), mientras que su compañero de fórmula fue Gregorio V. Morán, de un sector disidente del radicalismo. El Partido Socialista (PS) presentó a Enrique Dickmann, diputado nacional nacido en Letonia y criado en Entre Ríos, su compañero de fórmula fue Juan O. Nux.
Mihura obtuvo una holgada victoria con el 51,87 % de los votos contra el 47,36 % de Radio y el 0,77 % de Dickmann. En el plano legislativo, el radicalismo retuvo la mayoría absoluta en la Cámara de Diputados y el Senado. La participación fue del 74,42 % del electorado registrado. Los cargos electos asumieron sus mandatos el 1 de julio de 1939. Mihura no llegó, por muy poco, a completar su mandato constitucional, ya que tres semanas antes de entregar el cargo a Eduardo Laurencena, su sucesor electo, fue depuesto por el golpe de Estado del 4 de junio de 1943, siendo intervenida la provincia el 11 de junio.

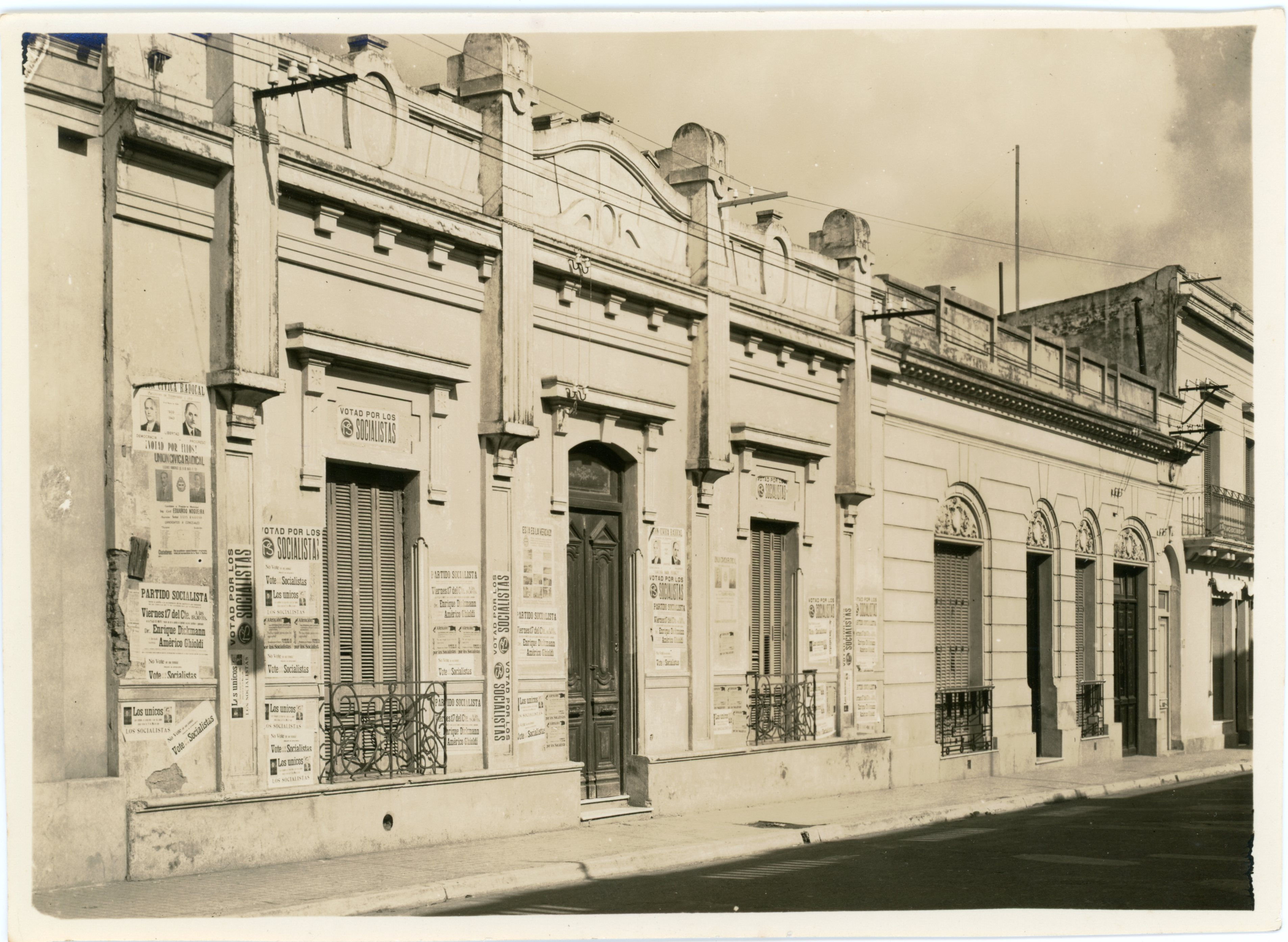
Frente de un domicilio en Concordia empapelado con afiches partidarios de las elecciones.

## Resultados

### Gobernador y vicegobernador
|  | 51,29 % |

|  | 0,59 % |

|  | 51,87 % |

|  | 43,07 % |

|  | 4,29 % |

|  | 47,36 % |

|  | 0,77 % |

|  | 97,58 % |

|  | 2,41 % |

|  | 0,00 % |

|  | 0,00 % |

|  | 100 % |

### Cámara de Diputados
|  | 51,32 % |

|  | 42,60 % |

|  | 4,52 % |

|  | 0,83 % |

|  | 0,73 % |

|  | 96,51 % |

|  | 3,47 % |

|  | 0,01 % |

|  | 100 % |

### Cámara de Senadores
|  | 50,97 % |

|  | 44,30 % |

|  | 4,15 % |

|  | 0,57 % |

|  | 0,02 % |

|  | 96,48 % |

|  | 3,51 % |

|  | 0,01 % |

|  | 100 % |

#### Resultados por departamentos
| Colón 1 Senador        | Colón 1 Senador                       | Colón 1 Senador | Colón 1 Senador | Colón 1 Senador |
| Partido                | Partido                               | Votos           | %               | Bancas          |
| ---------------------- | ------------------------------------- | --------------- | --------------- | --------------- |
|                        | Partido Demócrata Nacional            | 3.821           | 52,06           | 1/1             |
|                        | Unión Cívica Radical                  | 3.494           | 47,61           |                 |
|                        | Partido Socialista Obrero             | 23              | 0,31            |                 |
|                        | Partido Socialista                    | 1               | 0,01            |                 |
| Votos positivos        | Votos positivos                       | 7.339           | 97,21           |                 |
| Votos en blanco        | Votos en blanco                       | 211             | 2,79            |                 |
| Total de votos         | Total de votos                        | 7.550           | 100             |                 |
| Concordia 1 Senador    |                                       |                 |                 |                 |
| Partido                | Partido                               | Votos           | %               | Bancas          |
|                        | Unión Cívica Radical                  | 5.399           | 50,96           | 1/1             |
|                        | Partido Demócrata Nacional            | 5.144           | 48,56           |                 |
|                        | Partido Socialista Obrero             | 51              | 0,48            |                 |
| Votos positivos        | Votos positivos                       | 10.594          | 92,43           |                 |
| Votos en blanco        | Votos en blanco                       | 867             | 7,56            |                 |
| Votos impugnados       | Votos impugnados                      | 1               | 0,01            |                 |
| Total de votos         | Total de votos                        | 11.462          | 100             |                 |
| Diamante 1 Senador     |                                       |                 |                 |                 |
| Partido                | Partido                               | Votos           | %               | Bancas          |
|                        | Unión Cívica Radical                  | 3.280           | 51,91           | 1/1             |
|                        | Partido Demócrata Nacional            | 2.522           | 39,91           |                 |
|                        | Unión Cívica Radical Antipersonalista | 480             | 7,60            |                 |
|                        | Partido Socialista Obrero             | 37              | 0,59            |                 |
| Votos positivos        | Votos positivos                       | 6.319           | 97,43           |                 |
| Votos en blanco        | Votos en blanco                       | 166             | 2,56            |                 |
| Votos impugnados       | Votos impugnados                      | 1               | 0,02            |                 |
| Total de votos         | Total de votos                        | 6.486           | 100             |                 |
| Federación 1 Senador   |                                       |                 |                 |                 |
| Partido                | Partido                               | Votos           | %               | Bancas          |
|                        | Partido Demócrata Nacional            | 2.448           | 49,91           | 1/1             |
|                        | Unión Cívica Radical                  | 2.447           | 49,89           |                 |
|                        | Partido Socialista Obrero             | 9               | 0,18            |                 |
|                        | Partido Socialista                    | 1               | 0,02            |                 |
| Votos positivos        | Votos positivos                       | 4.905           | 97,71           |                 |
| Votos en blanco        | Votos en blanco                       | 115             | 2,29            |                 |
| Total de votos         | Total de votos                        | 5.020           | 100             |                 |
| Feliciano 1 Senador    |                                       |                 |                 |                 |
| Partido                | Partido                               | Votos           | %               | Bancas          |
|                        | Partido Demócrata Nacional            | 1.305           | 54,99           | 1/1             |
|                        | Unión Cívica Radical                  | 993             | 41,85           |                 |
|                        | Unión Cívica Radical Antipersonalista | 73              | 3,08            |                 |
|                        | Partido Socialista Obrero             | 1               | 0,04            |                 |
|                        | Partido Socialista                    | 1               | 0,04            |                 |
| Votos positivos        | Votos positivos                       | 2.373           | 97,49           |                 |
| Votos en blanco        | Votos en blanco                       | 61              | 2,51            |                 |
| Total de votos         | Total de votos                        | 2.434           | 100             |                 |
| Gualeguay 1 Senador    |                                       |                 |                 |                 |
| Partido                | Partido                               | Votos           | %               | Bancas          |
|                        | Unión Cívica Radical                  | 3.891           | 46,04           | 1/1             |
|                        | Partido Demócrata Nacional            | 3.552           | 42,03           |                 |
|                        | Unión Cívica Radical Antipersonalista | 983             | 11,63           |                 |
|                        | Partido Socialista Obrero             | 23              | 0,27            |                 |
|                        | Partido Socialista                    | 2               | 0,02            |                 |
| Votos positivos        | Votos positivos                       | 8.451           | 97,72           |                 |
| Votos en blanco        | Votos en blanco                       | 197             | 2,28            |                 |
| Total de votos         | Total de votos                        | 8.648           | 100             |                 |
| Gualeguaychú 1 Senador |                                       |                 |                 |                 |
| Partido                | Partido                               | Votos           | %               | Bancas          |
|                        | Unión Cívica Radical                  | 7.497           | 55,33           | 1/1             |
|                        | Partido Demócrata Nacional            | 5.665           | 41,81           |                 |
|                        | Unión Cívica Radical Antipersonalista | 351             | 2,59            |                 |
|                        | Partido Socialista Obrero             | 35              | 0,26            |                 |
|                        | Partido Socialista                    | 2               | 0,01            |                 |
| Votos positivos        | Votos positivos                       | 13.550          | 97,85           |                 |
| Votos en blanco        | Votos en blanco                       | 286             | 2,07            |                 |
| Votos impugnados       | Votos impugnados                      | 12              | 0,09            |                 |
| Total de votos         | Total de votos                        | 13.848          | 100             |                 |
| La Paz 1 Senador       |                                       |                 |                 |                 |
| Partido                | Partido                               | Votos           | %               | Bancas          |
|                        | Partido Demócrata Nacional            | 4.757           | 56,63           | 1/1             |
|                        | Unión Cívica Radical                  | 3.581           | 42,63           |                 |
|                        | Unión Cívica Radical Antipersonalista | 49              | 0,58            |                 |
|                        | Partido Socialista Obrero             | 13              | 0,15            |                 |
| Votos positivos        | Votos positivos                       | 8.400           | 98,38           |                 |
| Votos en blanco        | Votos en blanco                       | 138             | 1,62            |                 |
| Total de votos         | Total de votos                        | 8.538           | 100             |                 |
| Nogoyá 1 Senador       |                                       |                 |                 |                 |
| Partido                | Partido                               | Votos           | %               | Bancas          |
|                        | Unión Cívica Radical                  | 3.949           | 47,58           | 1/1             |
|                        | Partido Demócrata Nacional            | 3.895           | 46,93           |                 |
|                        | Unión Cívica Radical Antipersonalista | 433             | 5,22            |                 |
|                        | Partido Socialista Obrero             | 23              | 0,28            |                 |
| Votos positivos        | Votos positivos                       | 8.300           | 97,12           |                 |
| Votos en blanco        | Votos en blanco                       | 246             | 2,88            |                 |
| Total de votos         | Total de votos                        | 8.546           | 100             |                 |
| Paraná 1 Senador       |                                       |                 |                 |                 |
| Partido                | Partido                               | Votos           | %               | Bancas          |
|                        | Unión Cívica Radical                  | 13.524          | 54,37           | 1/1             |
|                        | Partido Demócrata Nacional            | 9.492           | 38,16           |                 |
|                        | Unión Cívica Radical Antipersonalista | 1.496           | 6,01            |                 |
|                        | Partido Socialista Obrero             | 361             | 1,45            |                 |
| Votos positivos        | Votos positivos                       | 24.873          | 97,49           |                 |
| Votos en blanco        | Votos en blanco                       | 640             | 2,51            |                 |
| Votos impugnados       | Votos impugnados                      | 1               | 0,00            |                 |
| Total de votos         | Total de votos                        | 25.514          | 100             |                 |
| Tala 1 Senador         |                                       |                 |                 |                 |
| Partido                | Partido                               | Votos           | %               | Bancas          |
|                        | Partido Demócrata Nacional            | 2.231           | 48,69           | 1/1             |
|                        | Unión Cívica Radical                  | 1.988           | 43,39           |                 |
|                        | Unión Cívica Radical Antipersonalista | 334             | 7,29            |                 |
|                        | Partido Socialista Obrero             | 29              | 0,63            |                 |
| Votos positivos        | Votos positivos                       | 4.582           | 84,48           |                 |
| Votos en blanco        | Votos en blanco                       | 842             | 15,52           |                 |
| Total de votos         | Total de votos                        | 5.424           | 100             |                 |
| Uruguay 1 Senador      |                                       |                 |                 |                 |
| Partido                | Partido                               | Votos           | %               | Bancas          |
|                        | Unión Cívica Radical                  | 6.587           | 58,87           | 1/1             |
|                        | Partido Demócrata Nacional            | 4.010           | 35,84           |                 |
|                        | Unión Cívica Radical Antipersonalista | 533             | 4,76            |                 |
|                        | Partido Socialista Obrero             | 46              | 0,41            |                 |
|                        | Partido Socialista                    | 13              | 0,12            |                 |
| Votos positivos        | Votos positivos                       | 11.189          | 95,94           |                 |
| Votos en blanco        | Votos en blanco                       | 474             | 4,06            |                 |
| Total de votos         | Total de votos                        | 11.663          | 100             |                 |
| Victoria 1 Senador     |                                       |                 |                 |                 |
| Partido                | Partido                               | Votos           | %               | Bancas          |
|                        | Partido Demócrata Nacional            | 4.008           | 51,94           | 1/1             |
|                        | Unión Cívica Radical                  | 3.564           | 46,19           |                 |
|                        | Unión Cívica Radical Antipersonalista | 119             | 1,54            |                 |
|                        | Partido Socialista Obrero             | 22              | 0,29            |                 |
|                        | Partido Socialista                    | 3               | 0,04            |                 |
| Votos positivos        | Votos positivos                       | 7.716           | 97,88           |                 |
| Votos en blanco        | Votos en blanco                       | 167             | 2,12            |                 |
| Total de votos         | Total de votos                        | 7.883           | 100             |                 |
| Villaguay 1 Senador    |                                       |                 |                 |                 |
| Partido                | Partido                               | Votos           | %               | Bancas          |
|                        | Unión Cívica Radical                  | 4.165           | 54,18           | 1/1             |
|                        | Partido Demócrata Nacional            | 3.085           | 40,13           |                 |
|                        | Unión Cívica Radical Antipersonalista | 394             | 5,13            |                 |
|                        | Partido Socialista Obrero             | 41              | 0,53            |                 |
|                        | Partido Socialista                    | 2               | 0,03            |                 |
| Votos positivos        | Votos positivos                       | 7.687           | 97,65           |                 |
| Votos en blanco        | Votos en blanco                       | 185             | 2,35            |                 |
| Total de votos         | Total de votos                        | 7.872           | 100             |                 |